# Morricone 60
Morricone 60 è un album di raccolta del Maestro Ennio Morricone, pubblicata nel novembre 2016 da Universal Classic e Musica & Oltre.
Il meglio di Ennio Morricone diretto, registrato e curato da lui stesso.
Contiene 22 fra le colonne sonore composte nell'arco di una carriera giunta al 60º anno di attività, dalla sua prima opera per un film western, C'era una volta il West, alla più recente partitura di The Hateful Eight per Quentin Tarantino, che gli è valsa il Premio Oscar e altri importanti riconoscimenti (Golden Globe Award, BAFTA Award e New York Films Critics Award).
Un progetto realizzato nel 2016 per festeggiare il 60º anno di attività, proposto anche in 2 LP colorati in edizione limitata.

## Tracce
1. Gabriel's Oboe (From 'The Mission')
2. Falls (From 'The Mission')
3. On Earth as It Is in Heaven (From 'The Mission')
4. The Man with the Harmonica (From 'Once Upon a Time in the West')
5. The Fortress (From 'The Good, the Bad and the Ugly')
6. The Good, the Bad and the Ugly - Main Theme (From 'The Good, the Bad and the Ugly')
7. Jill's Theme (From 'Once Upon a Time in the West')
8. A Fistful of Dynamite (From 'A Fistful of Dynamite')
9. The Ecstasy of Gold (From 'The Good, the Bad and the Ugly')
10. Nuovo Cinema Paradiso (From 'Nuovo Cinema Paradiso')
11. Abolisson (From 'Quemada')
12. Chi Mai (From 'Le professionnel')
13. H2S (From 'H2S')
14. Metti Una Sera a Cena (From 'Metti, una sera a cena')
15. Croce D'amore (From 'Metti, una sera a cena')
16. Deborah's Theme (From 'Once Upon a Time in America')
17. Stage Coach to Red Rock (From 'The Hateful Eight')
18. Bestiality (From 'The Hateful Eight')
19. For a Few Dollars More (From 'For a Few Dollars More')
20. A Fistful of Dollars (From 'A Fistful of Dollars')
21. La Califfa (From 'La Califfa')
22. Death Theme (From 'The Untouchables')